# Caserne Ney

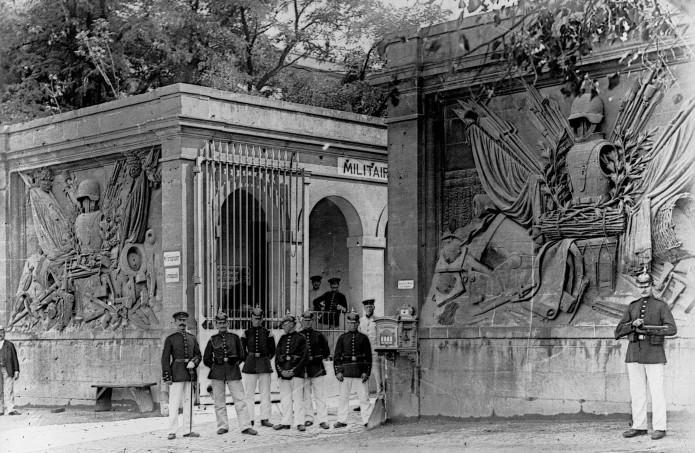
Kasernentor laut französischer Beschreibung im Jahre 1915. Die Uniformen lassen jedoch auf die Zeit vor Kriegsbeginn 1914 schließen.

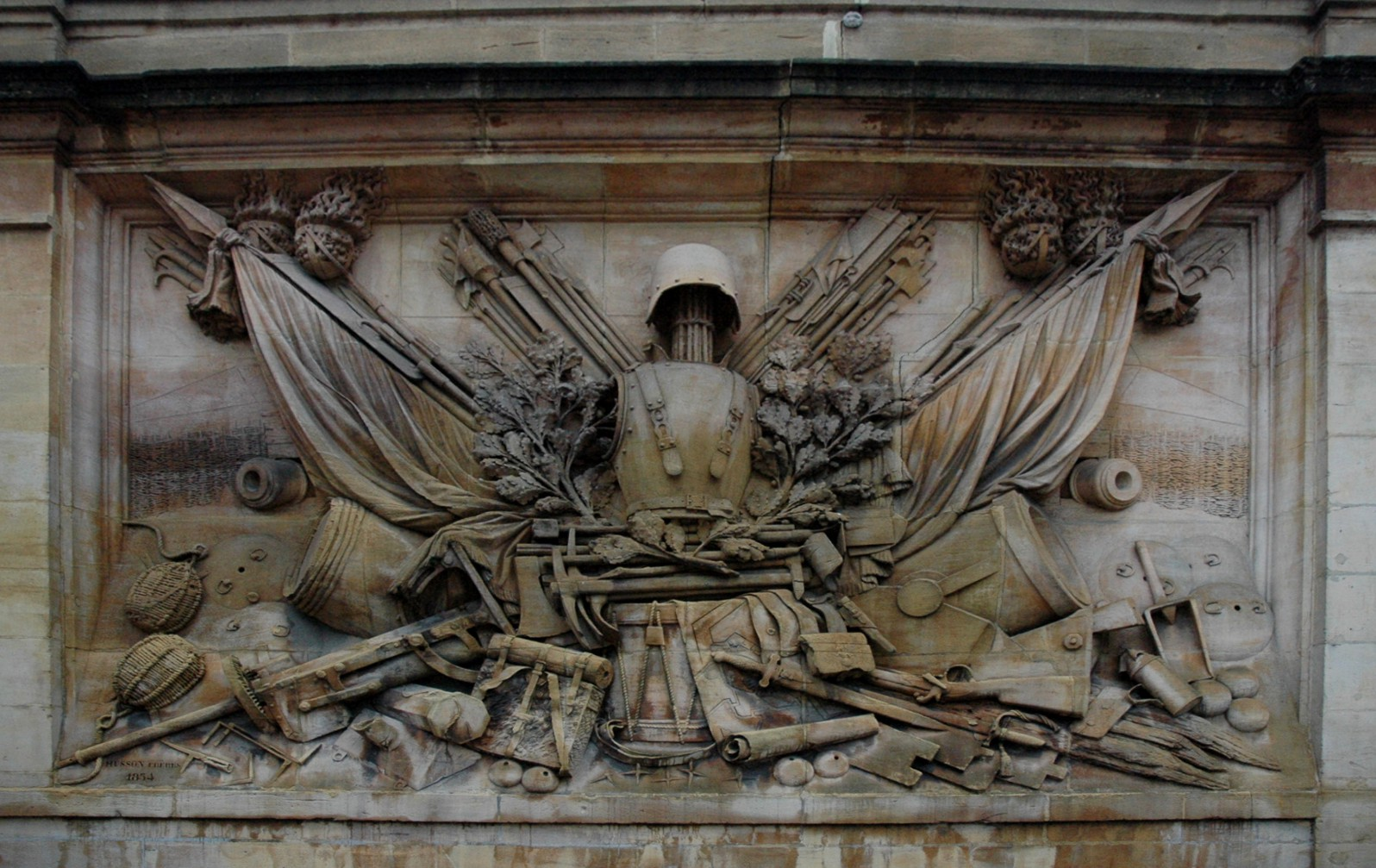
Detail des linken Reliefs

Die Caserne Ney (auch Caserne du génie – während der Zeit, als das Reichsland Elsaß-Lothringen zum Deutschen Reich gehörte, Kaiser Wilhelm-Kaserne genannt) ist eine militärische Liegenschaft in Metz.

## Historisches
In der ersten Hälfte des 19. Jahrhunderts war Metz eine gewöhnliche Garnisonsstadt, in der mehrere Kasernen angesiedelt waren. Seit 1720 beherbergte sie jedoch außerdem die „École d'application de l'artillerie et du génie“ (Artillerie- und Pionierschule).

## Baugeschichte und Lage
Überlegungen über eine Zusammenführung der verschiedenen Objekte führten dann zum Bau einer zentralen Pionierkaserne auf einem Platz (heute Place de la République) in der Innenstadt am Rand des Arsenals. Die Planierungsarbeiten begannen 1833, die Bauarbeiten jedoch erst 1841 und waren 1844 beendet. Verantwortlich für die Bauausführung war der Colonel Firmin-Claude Parnajon. Als Baumaterial wurden behauene Steinblöcke verwendet.
Der Komplex bildet ein nach Osten offenes »U«, dessen Länge sich auf 170 Meter und Breite auf 95 Meter beläuft. Im Jahre 1854 schufen die Brüder Antoine und Francois-Desiré Husson, sowie Gustave Hennequin die Skulpturen, die sich heute noch an der Außenseite der beiden Torgebäude befinden. Benannt wurde die Kaserne nach dem Marschall von Frankreich Michel Ney, umgangssprachlich aber auch nur „Caserne du Génie“ genannt.
Eingegrenzt wird die Anlage von der „Avenue Ney“ im Norden, der „Rue du Général Gaston Dupuis“ im Westen, der „Avenue Schuman“ im Süden und der „Rue Maréchal Lyautoy“ im Osten.

## Weitere Verwendung
Nachdem Metz als Folge des Krieges von 1870/71 an Deutschland gefallen war, besetzten deutsche Truppen die Kaserne, die dann zu Ehren von Wilhelm I. in „Kaiser Wilhelm-Kaserne“ umbenannt wurde. Belegt wurde sie mit dem I. und II. Bataillon des Infanterie-Regiments Nr. 130. Nach dem Ende des Ersten Weltkrieges fiel sie 1919 an die französische Armee zurück, um nach dem Beginn des Frankreichfeldzuges 1940 von der Wehrmacht mit Beschlag belegt zu werden.  Die 1944 zurückkehrenden Franzosen nahmen erneut Besitz von der Liegenschaft. Bis heute wird die Kaserne als Einrichtung des „Service d'infrastructure de la défense“ (Standortverwaltung Metz) sowie als Informationszentrum und Rekrutierungsbüro genutzt.
Die Reliefe am Tor, die militärische Trophäen darstellen, sind am 24. Oktober 1929 in die „Liste der Historischen Denkmäler“ (Monuments historique) aufgenommen worden.

## Nachweise
1. ↑  Marcel Grosdidier de Matons, Nouveau guide de Metz, Metz, 1936, (S. 15)
2. ↑  Eintrag Nr. PA00106816 in der Base Mérimée des französischen Kulturministeriums (französisch)